# Watertoren (Enschede Janninktoren)
De watertoren van spinnerij Jannink in Enschede diende als brandblustoren. Het gebouw is een rijksmonument en staat symbool voor de vele textielfabrieken die in Twente hebben gestaan. In deze toren was het waterreservoir van de sprinklerinstallatie onder gebracht. De watertoren is gebouwd in 1900 naar een ontwerp van architect H. Reijgers. Het gebouw is thans in gebruik als appartementencomplex.